# Gianni Vitiello

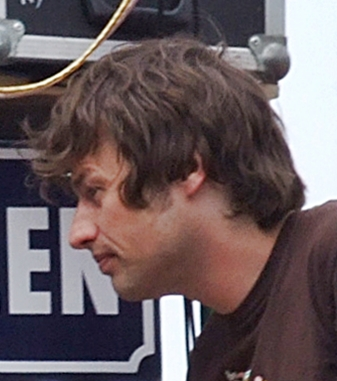
Gianni Vitiello

Gianni Vitiello (* 1973 in Koblenz; † 11. Dezember 2009 in Berlin) war ein deutscher DJ der Berliner Techno-Undergroundkultur.
Vitiello wuchs in Minden auf und zog 1996 aus dem Kölner Raum nach Berlin. Hier legte er auf alternativen oder illegalen Partys auf und spielte für die Partykollektive Pyonen, Neurocomic und Bachstelzen. Er wurde ein vielgebuchter Club-DJ und spielte im Tresor, Sage Club, SO 36, Deli, Casino, Polar TV oder der Bar 25. Das Magazin TenDance wählte ihn im November 2000 zum DJ des Monats. Größere Auftritte hatte er in der Arena Berlin, der Nation of Gondwana, dem Fusion Festival oder traditionell als Abschluss beim Karneval-der-Kulturen-Umzug auf dem Lastwagen der Pyonen.
Am 11. Dezember 2009 starb er an den Folgen eines Kreislaufversagens nach einem Auftritt im Kreuzberger Club Ritter Butzke.
Sein Lebensgefährte war der Kinder- und Jugendbuchautor und Übersetzer Andreas Steinhöfel.